# Клеменс Гнех
Клеменс Гнех (пол. Klemens Gniech; 14 грудня 1933, Вейгерово — 27 квітня 2007, Мюнхен) — польський інженер-кораблебудівник і громадський активіст, у 1976—1981 роках — директор Гданської корабельні імені Леніна. Член комітету страйкарів під час робітничих протестів 1970—1971 років. Підтримав Міжзаводський страйковий комітет у серпневому страйку 1980 року, співпрацював з профспілкою Солідарність. Усунений з посади під час воєнного стану. Після звільнення поїхав до Німеччини, працював за фахом. Брав участь у громадському житті Третьої Речі Посполитої.

## Кораблебудівник і директор
Закінчив у Гданську суднобудівний технікум Конрадинум і суднобудівний факультет Гданської політехніки. У молодості був активістом Спілки польської молоді, перебував в університетському правлінні організації. З 1955 року — член урядущої компартії ПОРП.
У 1958 році Гнех влаштувався на Гданську корабельню імені Леніна. Працював збирачем корпусів металевих суден, обіймав інженерні посади, був начальником цеху. У 1971 році очолив на корабельні виробництво корпусів. У 1973 році призначено головним інженером — заступником директора з технічних питань. З 20 квітня 1976 року — директор корабельні.

## Учасник і прихильник страйків

### Грудень 1970 року
Клеменс Гнех мав авторитет серед робітників корабельні. Попри членство в ПОРП, він часто займав позицію протесту, розділяв соціальні вимоги робітників. У грудні 1970 року, коли на Балтійському узбережжі піднялися робочі протести через підвищення цін, Гнех приєднався до протестувальників й увійшов до складу комітету страйкарів (серед членів комітету був Ян Лабенцький, майбутній член Політбюро). Обіймана посада передбачала контакти з представниками влади. Гнеху доводилося відвідувати оперативний штаб придушення, контактувати з партійним секретарем Кочелеком та генералом Корчинським.
Придушення протестів супроводжувалося зміною партійно-державного керівництва. Гнех не зазнав переслідувань і за правління Едварда Герека отримав підвищення, очоливши корабельню імені Леніна.

### Серпень 1980 року
У серпні 1980 року у Польщі розпочалася нова хвиля страйкового руху. Центром стала саме Гданська корабельня. Клеменс Гнех знову підтримав робітників. На переговорах зі страйкарями він прийняв вимоги про підвищення зарплати, надав Міжзаводському страйковому комітету (MKS) приміщення, друкарню, радіостанцію.
Директора Гнеха, як і раніше, поважали в колективі. Хоча він і був партійним, але не керівником і ніколи не робив кар'єри.
Гнех брав участь у переговорах голови МКС Леха Валенси з віцепрем'єром ПНР Мечиславом Ягельським. Згодом він відзначав страх і розгубленість урядової делегації, неприязнь Ягельського до робітників, вимушеність діалогу. Однак результатом переговорів стало підписання Гданської угоди, яка вперше за третину століття в країні Східного блоку легалізувала незалежну профспілку, яка отримала назву Солідарність.

### Між профспілкою та партією
З серпня 1980 до грудня 1981 року Гнех брав активну участь у соціально-політичних процесах. Він залишався членом ПОРП і не вступав до «Солідарності», однак у більшості випадків займав позицію опозиційної профспілки у конфліктах з урядущою партією. Взаємодіяв з головою «Солідарності» Лехом Валенсою та першим секретарем Гданського воєводського комітету ПОРП Тадеушем Фішбахом.
Як правило, Гнех знаходив взаємоприйнятні рішення у складних соціальних ситуаціях на підприємстві. Активно сприяв зведенню пам'ятника полеглим робітникам корабельні. Про нього відгукувалися як про людину компетентну, ділову та комунікабельну, здатну говорити і з робітниками, і з партійними функціонерами.

### Конфлікт і звільнення
13 грудня 1981 року у ПНР введено воєнний стан. Встановився військово-партійний режим на чолі з WRON і «Директорією» генерала Ярузельського. «Солідарність» заборонено. Страйк Гданської корабельні придушив спецпідрозділ ЗОМО за підтримки армійського танкового полку.
Від директора вимагали подати владі список неблагонадійних робітників, але він відповів відмовою. Після цього Гнеха, відомого симпатіями та зв'язками з «Солідарністю», усунено з посади директора мілітаризованої корабельні. Він продовжував підтримувати зв'язок з робітниками активістами. Виступав свідком захисту на суді над страйкарями, заявив, що за два тижні серпня 1980 року страйкарі не завдали такої шкоди, як бійці ЗОМО за один день 16 грудня 1981 року (штурм Гданської корабельні силами WRON).
Гнеха переведено на посаду головного будівельника корабельні, потім незабаром звільнено. Близько року залишався без роботи, намагався працевлаштуватися у Панамі та Колумбії. Деякий час працював інженером на корабельні Вісла, звільнено у грудні 1984 року.

## У новій Польщі
Після звільнення у 1985 році Клеменс Гнех переїхав на проживання до ФРН. Працював інженером і трейдером на корабельнях Німеччини. Після зміни суспільно-політичного устрою регулярно відвідував Польщу, планував повернутися на батьківщину, придбав квартиру у Гданську. Все життя зберігав лише польське громадянство, не звертаючись за німецьким.
З посмертно опублікованих записок Клеменса Гнеха випливає, що він різко критично оцінював положення Гданської корабельні у середині 2000-х років. Він писав про падіння виробництва, багатотисячні звільнення, фактичне руйнування корабельні. Відповідальність за це Гнех покладав не на робітників, не на адміністрацію корабельні, а на економічну політику центрального уряду. Особливу прикрість висловлював через розбрат між лідерами й активістами «Солідарності», забуття заслужених учасників страйку. За його словами, профспілка «Солідарність» у Третій Речі Посполитій не продовжує славних традицій і «лише випадково має ту саму назву», що й легендарна «Солідарність» 1980 року. Водночас Гнех вважав цілком реальним відновлення виробництва на Гданській корабельні, пропонуючи викуп активів державою й активне інвестування. Він високо оцінював страйковий рух серпня 1980 року, з ностальгією згадував ті дні та тих учасників, підкреслював історичну правоту ранньої «Солідарності», називав загалом успішними скоєні в Польщі перетворення.
У 2005 році Клеменс Гнех взяв участь в урочистостях 25-річчя «Солідарності». Наприкінці року виступав свідком у Варшавському окружному суді у процесі Станіслава Кочелека. Колишнього члена Політбюро ЦК ПОРП звинувачували в організації вбивств страйкарів Триміста у грудні 1970 року. Гнех повідомив, що був очевидцем розмови Кочелека з Корчинським: на правах партійного керівника Кочелек давав генералу санкцію стріляти на ураження. Однак Кочелек заперечував це (Корчинський на той час давно помер), а документальні підтвердження усної директиви були відсутні. Засудити Кочелека не вдалося.

## Смерть
Помер Клеменс Гнех у Мюнхені у віці 73 років. Похований на цвинтарі Сребжиско у Гданську. На жалобній месі в Олівському соборі були присутні Лех Валенса та Тадеуш Фішбах.

## Кінообраз
Клеменса Гнеха з'являється як персонаж у фільмі Анджея Вайди «Валенса. Людина з надії». Його роль виконав Мирослав Бака.